# II. Szeleukosz szeleukida uralkodó
II. Szeleukosz Kallinikosz (görögül: Σέλευκος Καλλίνικoς, "szép győző", Kr. e. 265 – Kr. e. 225 decembere) vagy másik előnevével Szeleukosz Pogón, azaz "szakállas", volt a Szeleukida Birodalom negyedik uralkodója. Trónra lépését az egyik legbefolyásosabb nemescsalád harcolta ki, noha a királyi család elsőszülött fiú gyermeke volt. Ellenfele azonban az egyiptomi király unokaöccse volt. A szomszédos két hellenisztikus nagyhatalom közötti béke megpecsételéseként állapodtak meg abban, hogy a szeleukida trónt egyiptomi származású herceg foglalhatja el. A szerződés felrúgása háborúhoz vezetett.

## Nehéz út a trón felé
Kr. e. 265 körül született Antiochiában, a szeleukida uralkodópár gyermekeként. II. Antiokhosz Theosz és első felesége, Laodiké elsőszülött fia. Gyermekkorában a trónörökösöknek kijáró neveltetésben részesült, és személyében testesült meg a birodalmi egység is, hiszen anyja a Szeleukida Birodalom leghatalmasabb szatrapájának a családjából származott. Azonban Antiokhosz becsvágyó külpolitikája miatt a sors úgy hozta, hogy a második szíriai háború lezárásaként a békét egy újabb házassággal kellett megpecsételnie. Ezért Kr. e. 250-ben elvált Laodikétől, és feleségül vette II. Ptolemaiosz Philadelphosz fáraó leányát, Berenikét. A békébe azt is belefoglalták, hogy a szeleukida trónt Bereniké gyermeke örökölheti majd.
A háború ilyetén való lezárása belső zavargásokhoz vezetett, amelyek annyira ellehetetlenítették Antiokhoszt, hogy az kénytelen volt felkeresni korábbi feleségét Epheszoszban. A befolyásos család nyomására Antiokhosz újabb végakaratot adott ki, amelyben leírta, hogy halála esetén trónját Laodiké elsőszülött gyermeke, Szeleukosz örökli. Ezek után a király váratlanul meghalt, és Laodiké pártja azonnal nekilátott, hogy érvényesítse a gyermek jogát. Időközben az egyiptomi trónon is uralkodóváltásra került sor, és II. Ptolemaiosz halála után annak gyermeke, III. Ptolemaiosz Euergetész foglalhatta el a trónt. Az új fáraó amint értesült a végakaratról háborút indított a Szeleukidák ellen, hogy nővérének gyermekét ültethesse a birodalom trónjára.

## A harmadik szíriai háború (Kr. e. 246-241)
Laodiké hívei Antiochiában Kr. e. 246-ban megölték Berenikét és gyermekét is. Az udvarban kíméletlen mészárlás vette kezdetét, amelynek hatására megölték a királyné kíséretét és híveit. Szeleukosz elfoglalhatta apja trónját, de a felbőszített Ptolemaiosz miatt azonnal serege élére kellett állnia. Kirobbant a harmadik szíriai háború. Az egyiptomi flotta végigsöpört Kis-Ázsia partjain, és elfoglalta Anatólia egyes részeit. Ptolemaiosz főseregei azonban keletről vonultak a Szeleukidák ellen, és hamarosan Antiochia erődje alatt álltak. Elfoglalták a birodalom keleti tartományait egészen a Tigris folyóig.
Szeleukosz nem volt könnyű helyzetben, hiszen a keleti tartományok szatrapái egyéni érdekeik miatt elárulták Szeleukoszt, és a fáraó seregeit segítették. Ptolemaiosz Irán egyre jelentősebb részeit vonta uralma alá, de végül Szeleukosznak sikerült talpraállítania a kezdetben szétzilált sereget. A háború második szakaszában egyre fényesebb diadalokat harcolt ki, és az egyiptomi hadak kénytelenek voltak egyre jobban visszavonulni. Ekkor kapta Szeleukosz a Kallinikosz jelzőt, amely csodás győzőt jelent.
Kr. e. 241-ben Ptolemaiosz belátta, hogy a további harcok csak felesleges vérontáshoz vezetnének, ezért békét kötött Szeleukosszal. A békében ugyan helyreállították a korábbi status quot, de Szeleukosznak több ponton is le kellett mondania hatalmáról. Bereniké meggyilkolása miatt a birodalom népe Szeleukoszt hibáztatta, ezért a békében leírták azt is, hogy Kis-Ázsia felett a király testvére, Antiokhosz Hieraksz fog uralkodni, még ha csak névleg is. Ráadásul Szeleukosznak bele kellett egyeznie Iónia autonómiájába is. A háború tehát nem hozott területi veszteségeket a birodalom számára, de Szeleukosznak jelentős hatalmi korlátozásokat jelentett. Ráadásul a birodalom addig is eléggé kényes belső egyensúlya is megbomlott.

## Belső harcok
| Előző uralkodó: II. Antiokhosz | Szeleukida uralkodó Kr. e. 246 – Kr. e. 225 | Következő uralkodó: III. Szeleukosz |